# Кастеджо
Кастеджо (итал. Casteggio) — коммуна в Италии, располагается в регионе Ломбардия, в провинции Павия.
Население составляет 6456 человек (2008 г.), плотность населения составляет 363 чел./км². Занимает площадь 18 км². Почтовый индекс — 27045. Телефонный код — 0383.
Покровителем населённого пункта считается святой San Pietro Martire.

## Демография
Динамика населения:

## Администрация коммуны
- Официальный сайт: https://web.archive.org/web/20100224030825/http://www.comune.casteggio.pv.it/